# Горчаково (Ленінградська область)
Горчаково (рос. Горчаково) — присілок у Кіриському районі Ленінградської області Російської Федерації.
Населення становить 107 осіб. Належить до муніципального утворення Пчовжинське сільське поселення.

## Історія
Згідно із законом від 1 вересня 2004 року № 49-оз органом  місцевого самоврядування є Пчовжинське сільське поселення.

## Населення
| 1879 | 1910 | 1928 | 1965 | 1997 | 2002 | 2007 |
| ---- | ---- | ---- | ---- | ---- | ---- | ---- |
| 116  | ↗175 | ↗243 | ↘155 | ↘120 | ↘117 | ↘115 |
| 2010 | 2017 |      |      |      |      |      |
| ↘99  | ↗107 |      |      |      |      |      |